# Calibre 20 mm
El calibre 20 mm es un tipo específico de munición para cañones o cañones automáticos de uso estándar a nivel mundial.
Hay pocas armas (aparte de las escopetas y fusiles de caza) que han sido fabricadas para disparar proyectiles entre los calibres 12,7 mm (0.50 pulgadas, cercano al calibre 13 mm) y 20 mm, siendo el calibre 14,5 mm empleado por algunas ametralladoras soviéticas como la KPV y en algunos fusiles antitanque como el PTRS, PTRD y el NTW-20.
Un reducido número de fusiles antitanque han sido recamarados para usar el calibre 20 mm y otros calibres de mayor eficiencia para estos roles.
Los cartuchos de 20 mm tienen una medida exterior de su vaina en un diámetro cercano en su interior a 20 milímetros (0.79 pulgadas). Los proyectiles o sus vainas tienen típicamente unas medidas que van de los 75 a los 127 mm (3-5 pulgadas) de longitud. Dichos cartuchos son normalmente de 75–152 mm (3-6 pulgadas) de largo.  Muchos, pero no todos los cartuchos de 20 mm, disponen de bala explosiva; otros disponen de rellenos explosivos y hasta de espoleta para detonación controlada.
Por ejemplo, el cartucho 20 x 102 dispone de una bala de 100 gramos de peso, que disparada alcanza una velocidad de salida de hasta 1035 m/s (3395 ft/s). Para un disparo de una sola bala, ésta genera una energía de impacto de hasta 53,567 julios (o aproximadamente de 39,507 ft-lbf).

## Usos

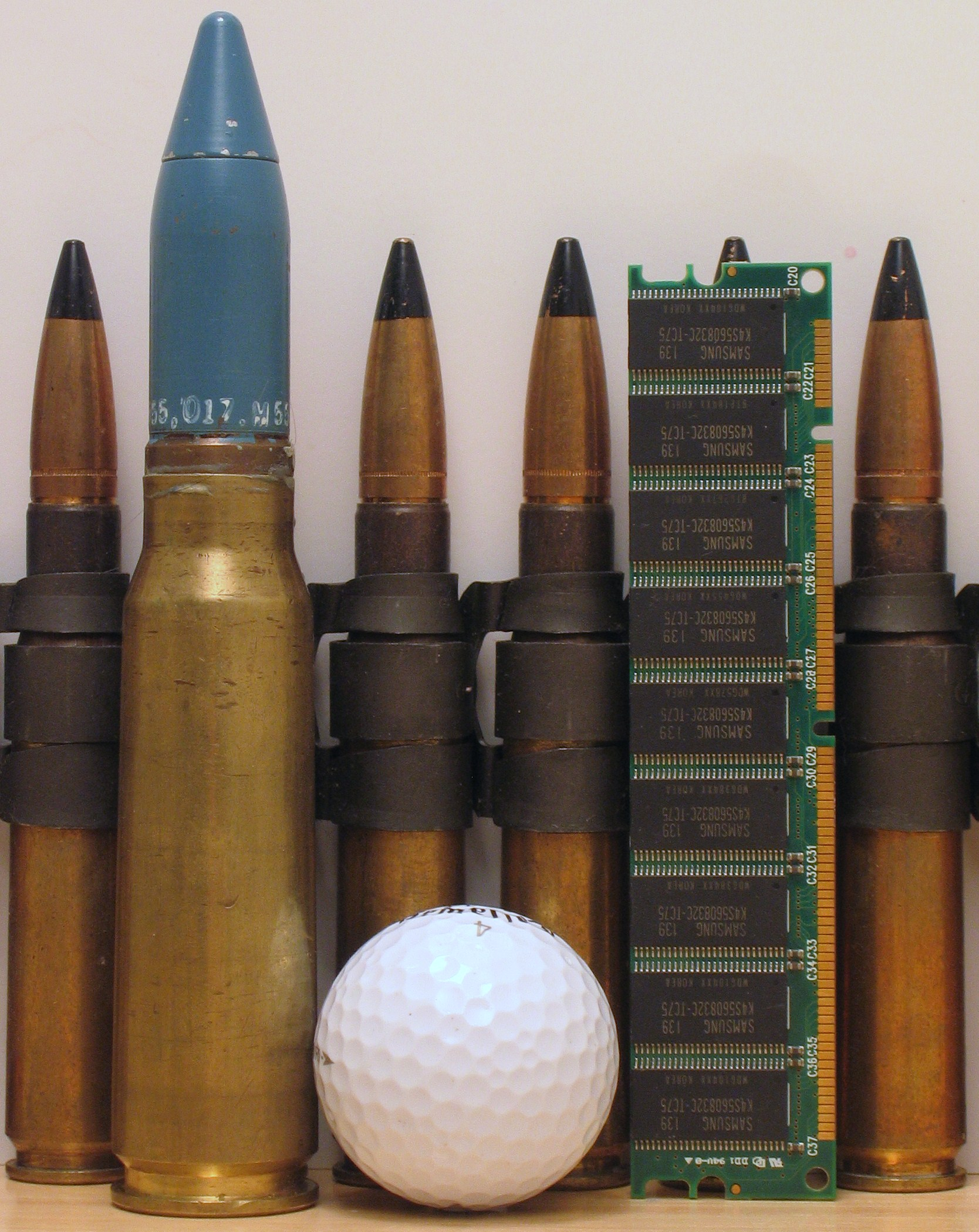
Un cartucho 20 x 102, comparado con una cinta de cartuchos 12,7 x 99 OTAN, una bola de golf y una memoria RAM.

Como con muchos tipos de munición para cañones, con el de 20 mm se pueden hacer varios usos, como frente a grandes blancos blindados, a vehículos, edificaciones, aeronaves en vuelo y hasta como munición para francotirador (pero debe ser un fusil operado por numeroso personal), lo que le hace impráctico en algunos usos. 
Es considerada muy efectiva frente a la infantería individual, pero dado que el cartucho de 20 mm es demasiado grande y pesado, se le considera un desperdicio hacer uso del mismo en blancos pequeños en la práctica.

## Tipos de municiones
- Alto poder explosivo

- Incendiarias de alto poder explosivo

- Antiblindaje

- High Explosive Incendiary/Armor Piercing Ammunition Incendiary (API)

- Armour Piercing Discarding Sabot, o por su acrónimo APDS

- Munición de práctica/de Fogueo - Un tipo de proyectil inerte (por ejemplo el PGU-27A/B).[4] Usado específicamente para entrenamiento. (TP)

- Munición de práctica/Trazadora - Un tipo de proyectil inerte, pero que cuenta con un núcleo relleno de material trazador en su base para realizar un seguimiento visual de su trayectoria (por ejemplo el PGU-30A/B). (TP-T)

## Armas que usan el calibre 20 mm
En este listado se relacionan la mayoría de armas que usan este calibre y su munición usada.

### Armas actualmente en uso
- Denel NTW-20: 20 × 82 mm en el cartucho Mauser o 20 × 110 mm en el cartucho Hispano.
- GIAT M621: 20 × 102 mm
- M61 Vulcan: 20×102 mm (PGU-28/B)
- M197 Gatling gun: 20×102 mm
- Pontiac M39: 20 × 102 mm . El cañón M39 no se debe considerar un arma histórica, ya que aún está en uso en el avión F-5 en algunos países del mundo.
- Fusil RT-20: 20 × 110 mm
- Fusil Anzio 20 mm: 20 x 102 mm
- Oerlikon KAA & KAB: 20 × 128 mm (anteriormente conocido como el Oerlikon 204GK y el 5TG respectivamente)
- Meroka CIWS: 20 x 128 mm
- Oerlikon KAD: 20 × 139 mm (anteriormente conocido como el Hispano-Suiza HS.820)
- GIAT M693: 20 × 139 mm
- Rheinmetall MK 20 Rh 202: 20 × 139 mm
- Vidhwansak: 20 × 82 mm

### Armas históricas
- Cañón Colt Mk 12: Usa el cartucho 20 x 110m m USN. El Mk 12 es una versión avanzada del HS.404 o de una de sus derivaciones.
- Hispano-Suiza HS.404 y sus derivaciones: 20 x 110
- Hispano-Suiza HS.804: 20 x 110
- Lahti L-39: 20×138mm B (Carcasa tipo Solothurn)
- FlaK 30/FlaK 38: 20 x 138 B, versión modificada del Hispano-Suiza HS.820 calibre 20 x 139 de postguerra.
- Cañón antiaéreo Madsen 20 mm: 20 x 120
- Mauser MG 213: 20 x 135
- Oerlikon FF: 20 x 72 RB
- Cañón MG FF/M: 20 x 80 RB
- Mauser MG 151/20: 20 x 82
- Nkm wz.38 FK designación oficial: "Ametralladora Superpesada" "ASP" o  cañón automático "Najciezszy karabin maszynowy, Nkm," AA/AT, usa el cartucho 20 x 138 B.
- Oerlikon F, FFL, usa el cartucho 20 x 110 RB.
- ShVAK, usa el cartucho 20 x 99 R.
- Solothurn S-18/100, usa el cartucho 20 x 105 B.
- Solothurn S-18/1000, usa el cartucho 20 x 138 B.
- Cañón automático Tipo 99, usa el cartucho 20 x 72 RB.
- Fusil antitanque Tipo 97, usa el cartucho 20 x 125.

El tipo de cartucho indica el diámetro del proyectil y la longitud del mismo y máxima en uso del arma, por ejemplo 20x102 es un cartucho 20 mm. con una vaina de 102 milímetros de largo y una de tipo múltiple. Raramente dos diseñadores usan la misma longitud de la vaina, por lo que la designación asignada es muy definitiva para el uso de la misma. Algunos tipos de cartuchos disponen de letras adicionales o de información adicional a las que aquí se listan.